# Ivar Roos
Ivar Albert Roos, född 22 december 1882 i Kristianstad, död 21 mars 1949 i Malmö, var en svensk företagsledare. Han var bror till Axel Roos. 
Roos, som var son till bryggmästare Axel Roos och Amalia Roslundh, studerade i ungdom vid vid Kristianstads högre allmänna läroverk. Han var kontorsskrivare vid Kristianstad–Hässleholms Järnväg (CHJ) 1901–1913, kassör där 1913–1918, kamrer vid AB Fettindustri i Malmö 1918–1922, vid Happachs Industri AB i Malmö 1922–1931, kassadirektör i AB Soliditet i Malmö 1931–1939 och verkställande direktör där från 1939.